# Agnieszka Gloria Kamińska
Agnieszka Gloria Kamińska (ur. 2 października 1977) – polska prawniczka i dyplomatka, konsul generalna RP w Mediolanie (od 2024).

## Życiorys
Agnieszka Gloria Kamińska w 2019 uzyskała z wyróżnieniem na Uniwersytecie Jagiellońskim stopień doktora nauk prawnych ze specjalnością prawo konstytucyjne na podstawie rozprawy „Własność jako konstytucyjne prawo podmiotowe w prawie polskim, włoskim i maltańskim (studium porównawcze)”. Jej zainteresowania badawcze koncentrują się na prawie konstytucyjnym porównawczym państw europejskich, szczególnie Włoch, Malty i innych państw basenu Morza Śródziemnego.
Zawodowo związana z Instytutem Spraw Publicznych Wydziału Zarządzania i Komunikacji Społecznej Uniwersytetu Jagiellońskiego. Wykłada także na Uniwersytecie Ekonomicznym w Krakowie, Akademii Polonijnej w Częstochowie oraz jako profesor wizytująca Università Popolare degli Studi di Milano (także członkini senatu). Od 2003 radczyni prawna, prowadziła własną kancelarię. Jako prawniczka praktykowała także we Włoszech. Od 2012 do 2024 była konsul honorową Malty w Krakowie.
W 2024 została Konsul Generalną RP w Mediolanie.
Członkini m.in. Polskiego Towarzystwa Prawa Konstytucyjnego oraz Małopolskiej Rady Gospodarczej marszałka województwa. 
Mówi po angielsku i włosku.

## Odznaczenia
- Medal Stulecia Odzyskanej Niepodległości (2022)[4]
- Odznaka „Honoris Gratia” (2024)[7]

## Publikacje książkowe
- Własność w prawie włoskim i maltańskim. Aspekty konstytucyjne, Wydawnictwo Naukowe Scholar, 2020, ISBN 978-83-66470-38-5.